# Disney+
Disney+ (được phát âm là "Disney Plus")  là một dịch vụ video theo yêu cầu của Mỹ được sở hữu và điều hành bởi bộ phận Walt Disney Direct-to-Consumer & International của Công ty Walt Disney. Dịch vụ này đã được ra mắt tại Canada, Hoa Kỳ và Hà Lan vào ngày 12 tháng 11 năm 2019 và được mở rộng sang Úc, New Zealand và Puerto Rico 1 tuần sau đó. Disney+ cũng đã có sẵn tại một số nước Châu Âu nhất định vào tháng 3 năm 2020 và tại Ấn Độ vào tháng 4 cùng năm thông qua dịch vụ phát trực tuyến Hotstar của Disney (được đổi tên thành Disney+ Hotstar)
Disney+ sẽ tập trung vào khai thác nội dung phim và truyền hình từ Walt Disney Studios và Walt Disney Television. Các bộ phim gốc và series phim truyền hình dựa trên các sản phẩm mới và đã có cũng được lên kế hoạch, bao gồm nội dung từ Disney, Pixar, Marvel, Lucasfilm, National Geographic và 20th Century Fox.
Dịch vụ này sẽ cạnh tranh với các dịch vụ đăng ký phát trực tuyến video khác như Netflix và Amazon Prime Video và sẽ bổ sung cho ESPN+ và Hulu như một phần chiến lược của Disney.

## Lịch sử
Vào tháng 8 năm 2016, Disney mua lại một cổ phần thiểu số trong BAMtech (spin-off của mảng streaming của MLB Media) với giá $1.000.000.000, với một lựa chọn để có được một cổ phần đa số trong tương lai. Sau khi mua, ESPN công bố kế hoạch cho một dự án dựa trên công nghệ của mình (ESPN+) để thay thế dịch vụ truyền hình tuyến tính hiện tại của nó. Ngày 8 tháng 8 năm 2017, Disney dùng tùy chọn của nó để có được một cổ phần kiểm soát trong BAMtech với giá $1.580.000.000, tăng cổ phần của nó lên 75%. Cùng với việc mua lại, công ty cũng đã công bố kế hoạch cho một dịch vụ thứ hai, mang nhãn hiệu Disney cung cấp trực tiếp đến người tiêu dùng nội dung giải trí của nó, mà sẽ ra mắt sau khi công ty kết thúc thỏa thuận phân phối hiện tại của mình với Netflix trong 2019. Ngay sau đó, Agnes Chu, giám đốc phát triển các franchise và phim tại Walt Disney Imagineering, là lãnh đạo đầu tiên của đơn vị, với vai trò phó chủ tịch cấp cao nội dung. Chu dẫn hai dự án khởi động đơn vị mới. Trước tiên, Disney cần xác định chính xác nội dung có thể đưa lên Disney+ ngay lập tức, có nghĩa là xem xét tất cả các nội dung trong Disney Vault mà đã được phục chế gần đây, và xem xét "hàng đống giấy tờ pháp lý" để xác định những chướng ngại vật. Sau đó, Chu đã gặp các nhà lãnh đạo của các đơn vị sản xuất nội dung khác nhau của Disney để bắt đầu lên ý tưởng những dự án thích hợp để phát hành trên một dịch vụ trực tuyến hơn là trong các rạp chiếu phim.
Vào ngày 14 tháng 12 năm 2017, Disney thông báo ý định mua các tài sản giải trí chính từ 21st Century Fox. Dự định củng cố danh mục nội dung của Disney cho các sản phẩm trực tuyến của mình, việc mua lại được hoàn thành vào ngày 20 tháng 3 năm 2019.
Vào tháng 2018, nó đã được báo cáo rằng cựu Apple và Samsung điều hành Kevin Swint đã được bổ nhiệm làm phó chủ tịch cấp cao và giám đốc báo cáo tổng giám đốc điều hành Bamtech Michael paull, người dẫn đầu phát triển. Vào tháng 3 năm 2018, bộ phận phân khúc cấp cao nhất của Disney được tổ chức lại với sự hình thành của Disney trực tiếp đến người tiêu dùng và quốc tế, sau đó bao gồm bamtech, có chứa "tất cả các công nghệ và sản phẩm tiêu dùng". vào tháng 6 cùng năm, trưởng nhóm tiếp thị Disney Studio lâu năm, Ricky Strauss, được bổ nhiệm làm chủ tịch nội dung và tiếp thị, Tuy nhiên báo cáo với chủ tịch của Disney direct-to-người tiêu dùng và quốc tế Kevin Mayer. Vào tháng 1 năm 2019, nhóm truyền hình Fox Coo Joe Earley được bổ nhiệm làm phó chủ tịch hành động và tiếp thị. vào tháng 6 năm 2019, Matt brodlie được đặt tên là phó chủ tịch cấp cao của phát triển nội dung quốc tế. vào tháng 8 năm 2019, Luke Bradley-Jones được thuê làm phó chủ tịch cấp cao trực tiếp cho người tiêu dùng và tổng giám đốc của Disney+ cho Châu Âu và châu Phi.
Vào ngày 8 tháng 11 năm 2018, giám đốc điều hành Disney Bob Iger thông báo rằng dịch vụ sẽ được đặt tên là Disney+ và rằng công ty đã nhắm mục tiêu ra mắt vào cuối năm 2019. một cuộc khởi động tháng 9 được lên kế hoạch,nhưng vào ngày 11 tháng 4 năm 2019, Disney thông báo rằng Disney+ sẽ ra mắt vào ngày 12 tháng 11 năm 2019 ở Hoa Kỳ. Disney tuyên bố rằng họ có kế hoạch cuộn dịch vụ trên toàn thế giới trong hai năm tới, nhắm mục tiêu các nước Tây Âu và Châu á-Thái Bình Dương vào cuối 2019 và đầu 2020, và Đông Âu và Mỹ Latinh trong 2020. Thời gian ra mắt quốc tế là tùy thuộc vào việc mua lại hoặc hết hạn của các ưu đãi quyền trực tuyến hiện có cho nội dung Disney. Ngày 6 tháng 8 năm 2019, Iger thông báo rằng Disney sẽ cung cấp một gói bundle Disney+, ESPN+, và phiên bản có quảng cáo của Hulu cho $12,99 mỗi tháng có sẵn lúc khởi động. Tại hội chợ triển lãm D23 vào tháng 8 năm 2019, Disney đã mở các gói đăng ký cho Disney+ với mức giá chiết khấu trong ba năm.
Ngày 12 tháng 9 năm 2019, một phiên bản dùng thử của Disney+ trở thành có sẵn ở Hà Lan với nội dung hạn chế có sẵn. Giai đoạn thử nghiệm này kéo dài cho đến khi ra mắt chính thức vào ngày 12 tháng 11, lúc người dùng thử đã được chuyển sang một kế hoạch trả phí. Disney+ trở thành có sẵn để đặt hàng trước vào tháng 9 tại Hoa Kỳ với bản dùng thử miễn phí 7 ngày khi ra mắt.
Trong tháng 10 năm 2019, Disney phát hành một đoạn trailer ba-và-một nửa giờ trên YouTube để giới thiệu đội hình ra mắt của họ. cũng có thông báo rằng Disney sẽ cấm quảng cáo cho đối thủ cạnh tranh Netflix từ hầu hết các nền tảng truyền hình, ngoại trừ ESPN.
Disney+ ra mắt ngày 12 tháng 11 năm 2019 theo giờ Thái Bình Dương như công bố ban đầu ở 3 nước khởi động. Các dịch vụ có một số vấn đề trong ngày đầu tiên đăng nhập (khoảng 33% các vấn đề), truy cập vào nội dung cụ thể (khoảng 66%), thiết lập hồ sơ và danh sách xem. Một số vấn đề là do các thiết bị của bên thứ ba.
Ngày 18 tháng 11 năm 2019, một cuộc điều tra của ZDnet phát hiện ra rằng hàng ngàn tài khoản của người dùng đã bị hack bằng cách sử dụng đăng nhập Keystroke hoặc thông tin-ăn cắp phần mềm độc hại. Địa chỉ email và mật khẩu của họ đã được thay đổi, "có hiệu quả chiếm trên tài khoản và khóa các chủ sở hữu trước đó ra", và thông tin đăng nhập của họ đã được đưa lên để bán trên dark web.
Disney+ đã khởi động tại Ấn Độ thông qua Hotstar vào ngày 3 tháng 4 năm 2020.
Disney+ đã khởi động tại Nhật Bản vào ngày 11/06/2020.
Disney+ đã khởi động tại Indonesia vào ngày 1 tháng 9 năm 2020, sau đó là Singapore vào ngày 1 tháng 2 năm 2021, Malaysia vào ngày 1 tháng 6 năm 2021 và Thái Lan vào ngày 30 tháng 6 năm 2021.
Disney+ đã khởi động tại Hàn Quốc và Đài Loan vào ngày 12 tháng 11 năm 2021, sau đó là Hồng Kông vào ngày 16 tháng 11 năm 2021.
Disney+ đã khởi động tại Philippines vào ngày 17 tháng 11 năm 2022.

## Nội dung
Dịch vụ này được xây dựng xung quanh nội dung từ các hãng giải trí chính của Disney, bao gồm Walt Disney Pictures, Walt Disney Animation Studios, Pixar, Lucasfilm, Marvel Studios, National Geographic, và chọn phim từ 20th Century Studios, Hollywood Pictures, Searchlight Pictures, và Touchstone Pictures. Dịch vụ sẽ hoạt động cùng với Hulu, mà Disney đã đạt được một cổ phần kiểm soát sau khi mua lại 21st Century Fox. Bob Iger nói rằng Disney+ sẽ tập trung cụ thể vào việc giải trí theo định hướng gia đình (và không thực hiện bất kỳ nội dung được gắn nhãn R, NC-17 hoặc TV-MA), và Hulu vẫn sẽ hướng tới giải trí chung. Hulu cũng sẽ lưu trữ Disney+ như một dịch vụ bổ ích.

## Tính năng và thiết bị khả dụng
Disney+ có sẵn để phát trực tuyến thông qua các trình duyệt web trên máy tính, cũng như các ứng dụng trên các thiết bị iOS của Apple và Apple TV, các thiết bị di động Android và Android TV, các thiết bị Amazon như Fire TV và Fire HD, Chromecast, Chromebook, Samsung Smart TV, LG Smart TV, thiết bị Roku, PlayStation 4, Xbox One và Windows 10 nội dung có sẵn trên Disney+ cũng được liệt kê trong ứng dụng Apple TV. một phiên bản của dịch vụ cho Nintendo Switch đã được báo cáo là đang phát triển.
Các tính năng trợ năng bao gồm phụ đề đóng, dịch vụ video mô tả, mô hình âm thanh và hỗ trợ điều hướng âm thanh.
Disney+ cho phép bảy hồ sơ người dùng cho mỗi tài khoản, với khả năng phát trực tiếp trên bốn thiết bị đồng thời và tải không giới hạn để xem ngoại tuyến. Nội dung có thể được truyền trực tiếp trong độ phân giải lên đến 4k Ultra HD trong Dolby Vision và HDR10, với Dolby Atmos âm thanh trên các thiết bị hỗ trợ. Nội dung cũ có sẵn bằng tiếng Anh, Tây Ban Nha, Pháp và Hà Lan, trong khi Disney+ bản gốc có các tùy chọn ngôn ngữ bổ sung. phụ đề và lồng tiếng có sẵn trong lên đến 16 ngôn ngữ, bao gồm cả Anh, Pháp, Đức, ý, Nhật Bản, Ba Lan, Châu Âu, Tây Ban Nha và Mỹ Latinh.